# テールゲートリフター操作者
テールゲートリフター操作者（テールゲートリフターそうさしゃ）とは、テールゲートリフターの操作の業務に係る特別教育を修了した者。

## 受講資格
- なし(但し、教育機関によっては、18歳以下は受講不可なので、教育機関に確認すること。受講可能な場合は、保護者からの受講同意書の提出を求められる)

## 受講料
教育機関によって、違う。

## 特別教育
- 各事業所（企業等）又は都道府県労働局長登録教習機関が行う。
- 告示で規定された履修時間は6時間（以上）となっている。
- テキスト及び時間割、修了証の配布方法は、教育機関によって違う。

### 講習科目と時間割(コベルコ教習所の場合)
8:30～9:30　　　テールゲートリフターに関する知識(学科)
9:40～10:10　　テールゲートリフターに関する知識(学科)
10:10～10:40　テールゲートリフター作業に関する知識(学科)
10:50～11:50　テールゲートリフター作業に関する知識(学科)
11:50～12:35　昼休み
12:35～13:05　テールゲートリフター作業に関する知識(学科)
13:05～13:35　関係法令(学科)
13:45～14:45　テールゲートリフターの操作方法(実技)
14:55～15:55　テールゲートリフターの操作方法(実技)
*コベルコ教習所における休憩時間は、1コマ1時間につき、10分である